# Empoascanara kotoshonis
Empoascanara kotoshonis är en insektsart som först beskrevs av Matsumura 1940.  Empoascanara kotoshonis ingår i släktet Empoascanara och familjen dvärgstritar.
Artens utbredningsområde är Taiwan. Inga underarter finns listade i Catalogue of Life.